# Cephalotes dorbignyanus
Cephalotes dorbignyanus é uma espécie de inseto do gênero Cephalotes, pertencente à família Formicidae.